# 阿蘇惟光
阿蘇惟光（1582年－1593年9月13日）是阿蘇氏第22代當主（阿蘇神社大宮司）。父親是阿蘇惟種。
在天正12年（1584年）因為父親惟種死去而成為當主。不過此時只有2歲，加上宿老甲斐宗運在翌年（1585年）死去。同年受到島津義久侵攻而降伏，馬上被母親帶著並與弟弟惟善一同逃亡到目丸山。
在豐臣秀吉開始九州征伐時向其請求保護，於是依次被佐佐成政、加藤清正監察。之後被賜予少量領地，但是在文祿元年（1593年）因為梅北一揆爆發而被懷疑與島津歲久和梅北國兼等人連結，於是在花岡山被斬首。